# TAURUS (крилата ракета)
TAURUS (англ. Target Adaptive Unitary & Dispenser Robotic Ubiquity System) — сімейство німецько-шведських авіаційних крилатих ракет класу «повітря — поверхня» великої дальності, призначена для високоточних ударів і ураження високозахищених та заглиблених цілей, зокрема важливих точкових та протяжних об'єктів, без заходу літака-носія в зону ППО противника. Розроблялася і виробляється Taurus Systems GmbH, що базується в Шробенхаузен — спільним підприємством MBDA Deutschland (більш відомої як LFK — Lenkflugkörpersysteme GmbH) і шведської компанії Saab Bofors Dynamics AB.

## Історія створення
Розробку крилатої ракети (КР) «TAURUS» було розпочато у 1994 році на базі авіаційної касети DWS39 (прийнятої на озброєння шведських ПС у 1995 році), що має дальність польоту близько 8 км і містить 24 осколкових та кумулятивних боєприпасів. Розробка велася спільними зусиллями фірм Daimler-Benz Aerospace AG (Німеччина) і Bofors (Швеція), під керівництвом першої із зазначених. Передбачалося кілька варіантів керованих ракет TAURUS: з унітарною проникною (кумулятивно-фугасною) бойовою частиною (БЧ) масою близько 500 кг для ураження високозахищених малорозмірних цілей, БЧ касетного типу та авіаційних касет, що скидаються, для ураження площинних наземних цілей. У грудні 1997 року, з огляду на зацікавленість німецьких ПС, уряд Німеччини, не чекаючи завершення розробки ракети, вирішив виділити на її закупівлю 335 млн доларів. Організації серійного виготовлення та постачання нової КР на озброєння німецьких «Tornado» та «Eurofighter Typhoon» очікували на початку 2000-х років, для чого планувалося створити спільне підприємство Daimler-Benz Aerospace та Bofors з пайовою участю 70 % і 30 % відповідно (зараз TAURUS Systems GmbH).
У процесі розробки передбачався також полегшений варіант ракети з меншою дальністю польоту KEPD-150 для озброєння шведських винищувачів «JAS 39 Gripen».
Перший випробувальний політ ракета здійснила 1999 року.

## Конструкція
Оперативно-тактична крилата ракета має комбіновану систему наведення, що складається з трьох підсистем:
- IBN (англ. Image Based Navigation — Навігація на основі зображення)
- TRN (англ. Terrain Reference Navigation — Навігація по еталону ландшафту
- MIL-GPS (англ. Global Positioning System — Глобальна система позиціювання)

Використання їх дозволяє ракеті летіти на великі відстані без підтримки GPS. Висока точність наведення забезпечується автономною інерційною навігаційною системою, яка періодично коригується в польоті за даними від РЛС міліметрового діапазону довжин хвиль, що зіставляє ландшафт з наявними на борту еталонними картами місцевості. На підльоті до цілі, за даними інерційної системи, вмикається інфрачервона головка самонаведення, яка забезпечує наведення ракети кінцевій ділянці польоту. На ракеті встановлено турбореактивний двигун Williams International P8300-15 (тяга 6,67 кН).
Є конкурентом крилатої ракети Storm Shadow спільної англо-французької розробки.

## Модифікації
TAURUS позиціонується виробником як сімейство модульних ракет, які можуть бути оснащені різними типами БЧ і стартувати з різних типів платформ: наземних, морських та авіаційних (без заходу носія в зону ураження ППО противника). Представники цього сімейства були вперше представлені на міжнародному авіасалоні в Ле Бурже у 2005 році, їх опис та ТТХ вказані нижче.
- TAURUS KEPD 350 (Kinetic Energy Penetrating Destroyer) — базова модель, з тандемною бетонобійною БЧ (ТББЧ) MEPHISTO масою 481 кг.
- TAURUS KEPD 350 L (англ. Light — легкий) — модифікація TAURUS з меншою заправкою паливом та полегшеною ТББЧ, що дозволяє знизити масу для розміщення на носіях з меншою вантажопідйомністю.[4]
- TAURUS MP (англ. Modular Payload — модульне корисне навантаження) — ракета, що забезпечує можливість встановлення як бойової частини довільного корисного навантаження.[4]
- TAURUS M — несе багатозарядну бойову частину для ураження розподілених малорозмірних цілей, таких як позиції засобів ППО, пускові установки, командні пункти та ін. Про суббоєприпаси, запропоновані для даного типу ракет, відомо мало, проте за твердженням EADS/LFK вони здатні вражати цілі ефективно, точно і недорого.[5]
- TAURUS HPM (англ. High Power Microwave — мікрохвильове випромінювання високої потужності) — варіант спроєктований для тимчасового виведення з ладу інформаційних систем противника та його джерел енергії. На TAURUS HPM встановлюється нелетальна бойова частина, що викликає вказаний ефект в електронних системах.
- TAURUS CL (англ. Container Launched — запускається з контейнера) — ракета має конструкцію, що дозволяє здійснювати пуск з мобільних наземних платформ (наприклад на базі вантажного автомобіля) і з носіїв морського базування (надводних кораблів різного класу). При цьому TAURUS CL зберігає дальність дії та точність на рівні базового варіанту (TAURUS KEPD 350) і може вражати наземні та надводні цілі. Пуск даної модифікації здійснюється з транспортно-пускового контейнера, що має прямокутний переріз за допомогою стартового прискорювача, що інтегрується з ракетою і скидається після закінчення роботи стартового двигуна.[4]
- TAURUS T — спеціальний варіант ракети, адаптований для скидання з військово-транспортних літаків (наприклад C-130 Hercules або Airbus A400M). У такі літаки можна завантажити до 12 ракет типу TAURUS T для проведення атак на дистанціях більших, ніж дозволяє застосування тактичної винищувальної авіації. Така ракета розміщується у вантажному відсіку на спеціальному піддоні, що витягується парашутною системою через задні двері носія.[5] Така можливість може виявитися потрібною в країнах, військово-повітряні сили яких не можуть придбати дорогі дальні бомбардувальники.
- TAURUS NEO — нове покоління ракети Taurus. Ракета матиме дальність понад 500 км, потужнішу боєголовку та покращену систему наведення.  27 жовтня 2024 року міністр оборони Німеччини Борис Пісторіус оголосив про нове покоління ракети Taurus під назвою Taurus Neo. Планується закупівля 600 одиниць вартістю приблизно 2,1 мільярда євро, а постачання розпочнеться у 2029 році. Для запуску програми у 2025 році буде потрібно 300 мільйонів євро.[6][7]

Низка джерел повідомляє про можливість застосування у складі багатозарядної БЧ:
- Німецьких бойових елементів, що самоприцілюються (СПБЕ) SMART-SEAD для ураження засобів ППО та скупчень бронетехніки, які використовуються в артилерійських снарядах типу SMArt 155 (Rheinmetall/Diehl). Такий СПБЕ має масу близько 12 кг, оснащений двоспектральним інфрачервоним координатором цілі, пошуковим радаром міліметрового діапазону, радіовисотометром, системою стабілізації та гальмування (парашут), а також має бойову частину типу «ударне ядро»[8] з бронепробивністю до 150 мм омогенної броні.[9]
- Шведських (фірма Saab Bofors Dynamics AB) осколкових суббоєприпасів повітряного підриву MUSJAS 1 масою близько 4 кг та кумулятивних MUSJAS 2 з дистанційним підривником та масою до 18 кг. Перші призначені для знищення відкрито розташованої живої сили та неброньованої техніки, а другі для поразки бронетехніки та споруд.[10][11]
- Німецьких бетонобійних бомб STABO (нім. Startbahnbombe) для ураження злітно-посадкових смуг (ЗПС). STABO містить розміщені за схемою «тандем» кумулятивний та фугасний заряди. Зниження боєприпасу після скидання відбувається на парашуті, під час падіння бомби на ЗПС відбувається спрацьовування кумулятивного заряду, що пробиває покриття ЗПС, а потім в отвір входить основний фугасний заряд. Підрив фугасного заряду здійснюється з уповільненням, чим досягається найбільший збиток ЗПС. Маса бомби 16,8 кг, довжина 602 мм, діаметр корпусу 132 мм.[10][12]

### Тактико-технічні характеристики
|                               | TAURUS KEPD 350 | TAURUS KEPD 350 L | TAURUS M | TAURUS HPM | TAURUS CL | TAURUS T |
| ----------------------------- | --- | --- | --- | --- | --- | --- |
| Рік прийняття на озброєння    | 2004 | | | | | |
| Навігаційна система           | автономна інерційна з корекцією за даними радіовисотоміра (TRN), інфрачервоної оптико-електронної системи (IBN) та приймача ГНСС GPS | автономна інерційна з корекцією за даними радіовисотоміра (TRN), інфрачервоної оптико-електронної системи (IBN) та приймача ГНСС GPS | автономна інерційна з корекцією за даними радіовисотоміра (TRN), інфрачервоної оптико-електронної системи (IBN) та приймача ГНСС GPS | автономна інерційна з корекцією за даними радіовисотоміра (TRN), інфрачервоної оптико-електронної системи (IBN) та приймача ГНСС GPS | автономна інерційна з корекцією за даними радіовисотоміра (TRN), інфрачервоної оптико-електронної системи (IBN) та приймача ГНСС GPS | автономна інерційна з корекцією за даними радіовисотоміра (TRN), інфрачервоної оптико-електронної системи (IBN) та приймача ГНСС GPS |
| Головка самонаведення         | інфрачервона ГСН із сенсором високої роздільної здатності та автоматичним розпізнаванням цілей                                       | інфрачервона ГСН із сенсором високої роздільної здатності та автоматичним розпізнаванням цілей                                       | інфрачервона ГСН із сенсором високої роздільної здатності та автоматичним розпізнаванням цілей                                       | інфрачервона ГСН із сенсором високої роздільної здатності та автоматичним розпізнаванням цілей                                       | інфрачервона ГСН із сенсором високої роздільної здатності та автоматичним розпізнаванням цілей                                       | інфрачервона ГСН із сенсором високої роздільної здатності та автоматичним розпізнаванням цілей                                       |
| Двигун                        | ТРД Williams International P8300-15                                                                                                  | ТРД Williams International P8300-15                                                                                                  | ТРД Williams International P8300-15                                                                                                  | ТРД Williams International P8300-15                                                                                                  | ТРД Williams International P8300-15                                                                                                  | ТРД Williams International P8300-15                                                                                                  |
| Бойові характеристики         | | | | | | |
| Максимальна дальність, км     | 500+ | | | | | |
| Траєкторія польоту            | низьковисотний політ на 30 м, з обгинанням рельєфу                                                                                   | низьковисотний політ на 30 м, з обгинанням рельєфу                                                                                   | низьковисотний політ на 30 м, з обгинанням рельєфу                                                                                   | низьковисотний політ на 30 м, з обгинанням рельєфу                                                                                   | низьковисотний політ на 30 м, з обгинанням рельєфу                                                                                   | низьковисотний політ на 30 м, з обгинанням рельєфу                                                                                   |
| Швидкість польоту, М          | 0,6—0,95 | 0,6—0,95 | 0,6—0,95 | 0,6—0,95 | 0,6—0,95 | 0,6—0,95 |
| Масо-габаритні характеристики | | | | | | |
| Довжина, мм                   | 5100 | | | | | |
| Ширина, мм                    | 1080 | 1080 | 1080 | 1080 | 1080 | 1080 |
| Висота, мм                    | 805 | 805 | 805 | 805 | 805 | 805 |
| Розмах крила, мм              | 2064 | 2064 | 2064 | 2064 | 2064 | 2064 |
| Маса (заправлена/порожня), кг | 1360/1080 | | | | | |
| Бойова частина                | Тандемна бетонобійна MEPHISTO | Полегшена тандемна бетонобійна MEPHISTO                                                                                              | Касетна | Нелетальна, мікрохвильова високої потужності                                                                                         | | |
| Маса БЧ, кг                   | 481 | | | | | |
| Маса ВР, кг                   | 45 (кумулятивний) + 56 (фугасний заряд)                                                                                              | | | | | |
| Габарити ТПК (ДхШхВ), мм      | - | - | - | - | | - |
| Маса в ТПК, кг                | - | - | - | - | | - |
| Сумісність                    | | | | | | |
| Носії:                        | Panavia Tornado, F-15K Slam Eagle, F/A-18 Hornet, Saab JAS 39 Gripen Планується: Eurofighter Typhoon                                 | Panavia Tornado, F-15K Slam Eagle, F/A-18 Hornet, Saab JAS 39 Gripen Планується: Eurofighter Typhoon                                 | Panavia Tornado, F-15K Slam Eagle, F/A-18 Hornet, Saab JAS 39 Gripen Планується: Eurofighter Typhoon                                 | Panavia Tornado, F-15K Slam Eagle, F/A-18 Hornet, Saab JAS 39 Gripen Планується: Eurofighter Typhoon                                 | наземна чи корабельна ПУ | військово-транспортні літаки C-130 Hercules, Airbus A400M та ін.                                                                     |
| Економічні показники          | | | | | | |
| Вартість за одиницю:          | €1 000 | | | | | |

## Оператори

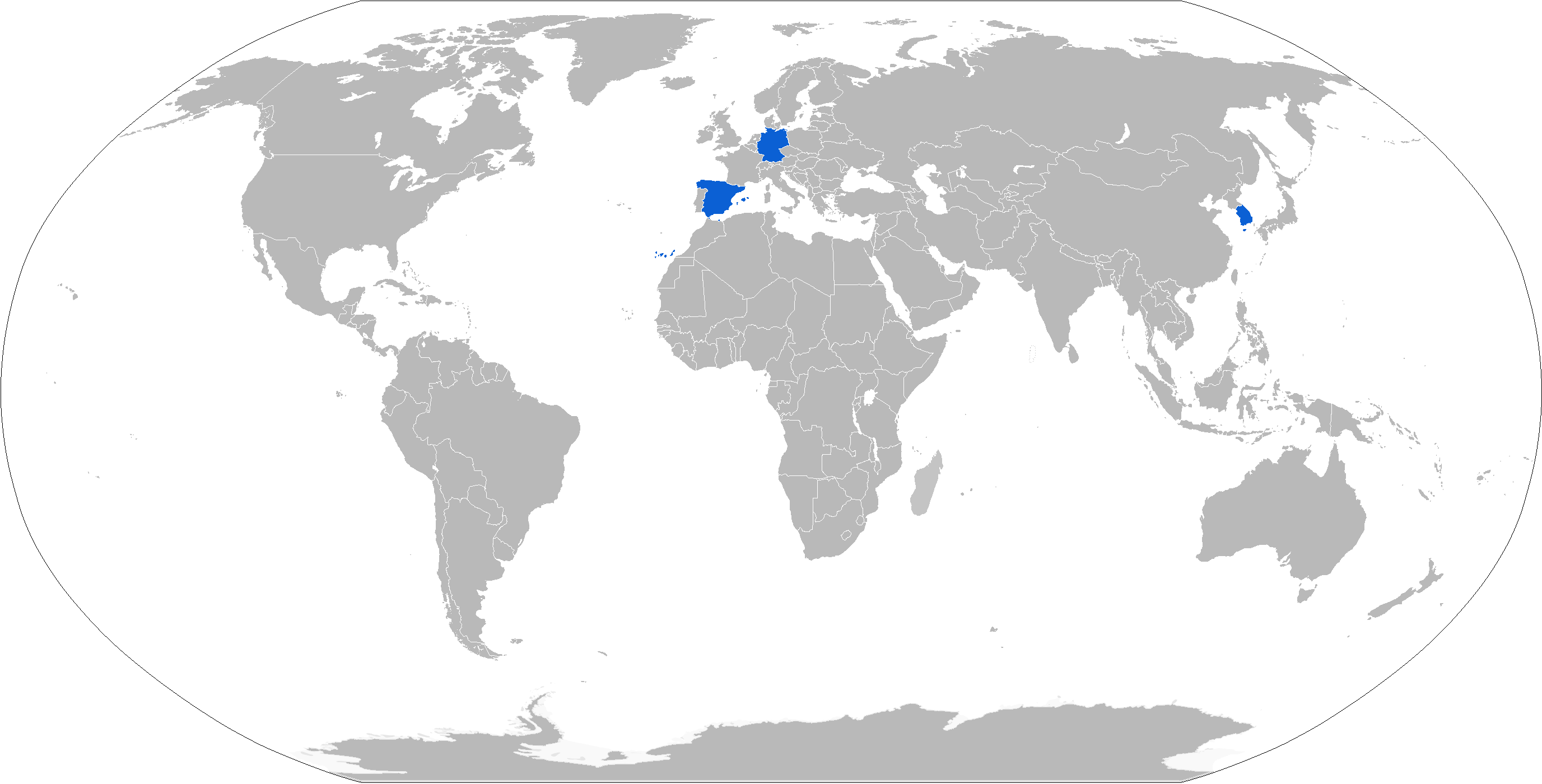
Країни-оператори ракет TAURUS

### Німеччина
- Люфтваффе — 8 серпня 2002 року німецьке федеральне бюро з оборонних технологій і закупівель уклало контракт з Taurus Systems GmbH на постачання 600 ракет TAURUS і 14 навчальних ракет для своїх ВПС з термінами виконання з листопада 2004 по 2009 рік. Вартість контракту становить 570 мільйонів євро.[14] Дані щодо здійснених поставок представлені в таблиці.

| Рік постачання | Кількість |
| -------------- | --------- |
| 2005           | 66        |
| 2006           | 219       |
| 2008           | 120       |

У 2010 поставлено останню 600-ту ракету.
12 січня 2025 року стало відомо, що компанія MBDA Deutschland та шведська Saab проведуть модернізацію крилатих ракет Taurus для Повітряних сил Німеччини. Модернізація ракет дозволить покращити системи наведення, а також збільшити їх потенціал для застосування на значні дальності. Ці покращення дозволять вже виробленим ракетам залишатися у робочому стані та продовжити їх строк придатності до 2045 року.

### Іспанія
- ПС Іспанії — У листопаді 2004 року Іспанія стала першим іноземним клієнтом, який замовив ракети KEPD 350 для озброєння літаків EF-18A (C.15) і Eurofighter Typhoon іспанських ВПС. Головним підрядником з постачання та інтеграції ракет TAURUS з літаками EF-18A та Eurofighter є компанія SENER(інші мови). 24 червня 2005 року, іспанський уряд схвалив придбання 43 ракет TAURUS KEPD 350 для озброєння літаків EF-18A та Eurofighter.[8] Ціна контракту склала 57,4 млн євро.[17] Таким чином, Іспанія стала партнером Німеччини з інтеграції TAURUS із системою озброєння винищувача Eurofighter. Дані щодо здійснених постачань представлені в таблиці.

| Рік постачання | Кількість | Примітка                                                                     |
| -------------- | --------- | ---------------------------------------------------------------------------- |
| Листопад 2007  | 2         | телеметричні TAURUS MOM, з інертною БЧ для відпрацювання інтеграції з EF-18A |
| 2008           | 8         |                                                                              |

У 2010 році поставлено 43-ту ракету.

### Республіка Корея
- ПС Республіки Корея: 177 замовлено у 2013 році, поставлено у 2016–2017 роках. 90 замовлено у 2018 році, поставлено у 2019–2020 роках. Ракети експлуатуються з винищувачів McDonnell Douglas F-15E Strike Eagle ПС Республіки Корея.[19][20]

8 та 10 жовтня 2024 року Південна Корея вперше за сім років здійснила пуски крилатих ракет Taurus. Це сталося під час навчань на тлі постійних ядерних і ракетних загроз з боку КНДР. Ракети пролетіли 400 кілометрів та успішно уразили заздалегідь визначені цілі у Жовтому морі.

## Галерея

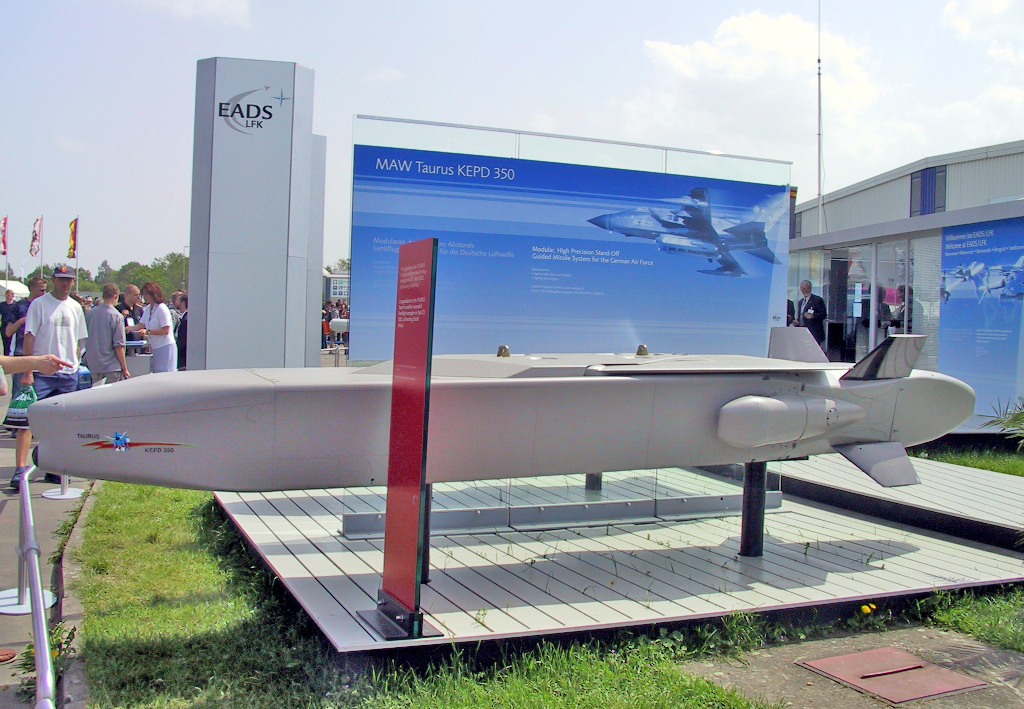
Ракета Taurus KEPD 350 на Міжнародній Аерокосмічній Виставці в Берліні (ILA 2002).
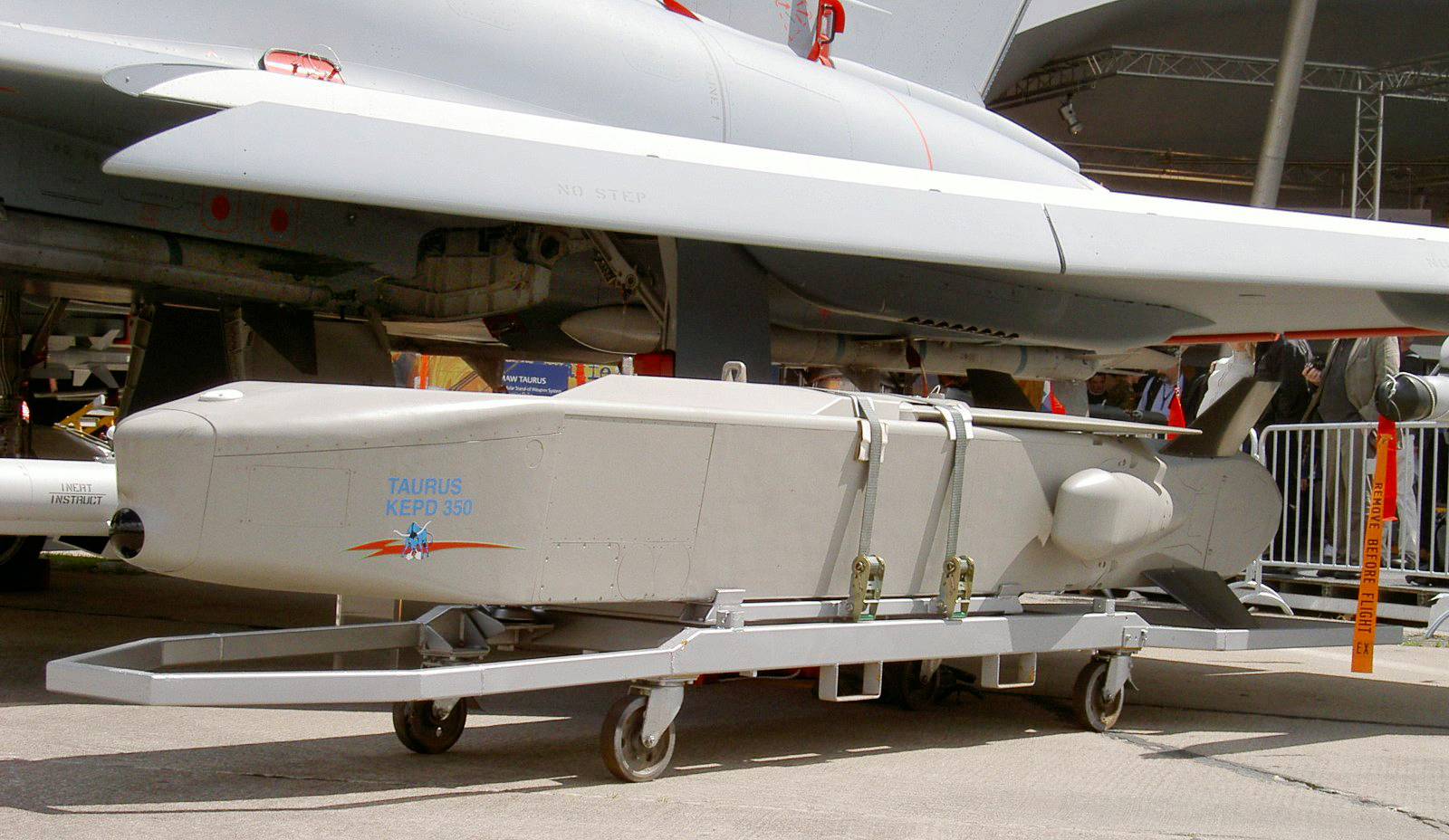
Крилата ракета Taurus KEPD 350 під крилом Eurofighter Typhoon на ILA 2004.

### Аналоги
- / Storm Shadow
- AGM-158 JASSM
- SOM

## Виноска
1. ↑  Раніше для озброєння винищувача «Торнадо» командування ПС Німеччини планувало закупити французьку крилату ракету «Апаш» з касетною БЧ для ураження злітно-посадкових смуг, засновану на конструкції КР SCALP EG.